# Manuel Doblado (Guanajuato)
Manuel Doblado, oficialmente llamada Ciudad Manuel Doblado, es una ciudad mexicana ubicada en el estado de Guanajuato. Es cabecera municipal del municipio homónimo.

## Toponimia
Su nombre actual fue puesto en honor a Manuel Doblado, gobernador de Guanajuato de 1846 a 1847 y de 1860 a 1861.
Su denominación original, Piedra Gorda, se debe a que según la tradición en el lugar donde se asentaron existía una piedra de gran tamaño y gruesa, a tal punto que se decía que ahí se sentaban los gobernantes prehispánicos para sus actos públicos.

## Símbolos

### Escudo
|  | El escudo posee un blasón de soporte en forma suiza con bordura leonado. Está cuartelado en cuatro con un círculo al centro; su bordura exterior es morado y las interiores son azur. El cuartel superior izquierdo tiene una colmena al centro rodeada de abejas, símbolo de la laboriosidad de sus habitantes; el cuartel superior derecho se aprecia una espiga de trigo y una caña de maíz, símbolo de la productividad agropecuaria; en el cuartel inferior izquierdo se puede apreciar la piedra gorda; en el cuartel inferior derecho hay dos manos se toman a modo de saludo, símbolo de la fraternidad de la gente; por último, en el centro se encuentra José Antonio Torres. La parte superior de la bordura interior del círculo reza el lema. Finalmente en la parte superior, posee como corona una corona mural. |

### Lema
| Nunquam Victuis Fuit | «Nunca fue vencido», en latín. Honra a las batallas de José Antonio Torres. |

## Historia de fundación
Se fundó en 1681 como el puesto de Piedra Gorda. En 1693 se le agregó al nombre San Pedro Piedra Gorda después de que Tomás Manrique de la Cerda solicitara al Virreinato erigirse ahí como una congregación.
El 16 de noviembre de 1899 por decreto del gobernador de Guanajuato Joaquín Obregón González se le reconoció oficialmente como ciudad.

## Geografía

### Ubicación
Manuel Doblado, está ubicada al noroeste del municipio, concretamente en las coordenadas 101°57'12'' oeste y 20°43'49'' norte. Tiene una altura de 1725 m s. n. m.